# Libertas Trogylos Basket 1985-1986
La stagione 1985-1986 della Libertas Trogylos Basket è stata la quinta disputata in Serie A2 femminile.
Sponsorizzata dal Latte Stella, la società siracusana è stata promossa in Serie A1 e ha vinto la Coppa Sicilia.

## Rosa
| Giocatrici |
| ---------- |

| N° | Naz.              | Ruolo | Sportivo           | Anno | Alt. |  |
| -- | ----------------- | ----- | ------------------ | ---- | ---- |  |
|    | Italia (bandiera) |       | Paola Dal Corso    |      |      |  |
|    | Italia (bandiera) |       | Roberta Gitani     |      |      |  |
|    | Italia (bandiera) |       | Eleonora Palmas    |      |      |  |
|    | Italia (bandiera) |       | Floriana Garuccio  |      |      |  |
|    | Italia (bandiera) |       | Amari              |      |      |  |
|    | Italia (bandiera) | G     | Sofia Vinci        | 1966 | 175  |  |
|    | Italia (bandiera) |       | Mara Nimis         |      |      |  |
|    | Italia (bandiera) |       | Gavagnin           |      |      |  |
|    | Italia (bandiera) |       | Naro               |      |      |  |
|    | Italia (bandiera) |       | Patrizia Schiavone | 1966 |      |  |
|    | Italia (bandiera) |       | Elena Ingargiola   |      |      |  |
| 10 | Italia (bandiera) |       | Giordano Patrizia  |      |      |  |

| Staff tecnico             |
| ------------------------- |
| Allenatore: Santino Coppa |